# داخوس بلا
دایوش بلا (انگلیسی: Dajos Béla; ۱۹ دسامبر ۱۸۹۷ – ۵ دسامبر ۱۹۷۸) آهنگساز، رهبر (موسیقی)، و موزیسین جاز بود.